# Daniel Kahn

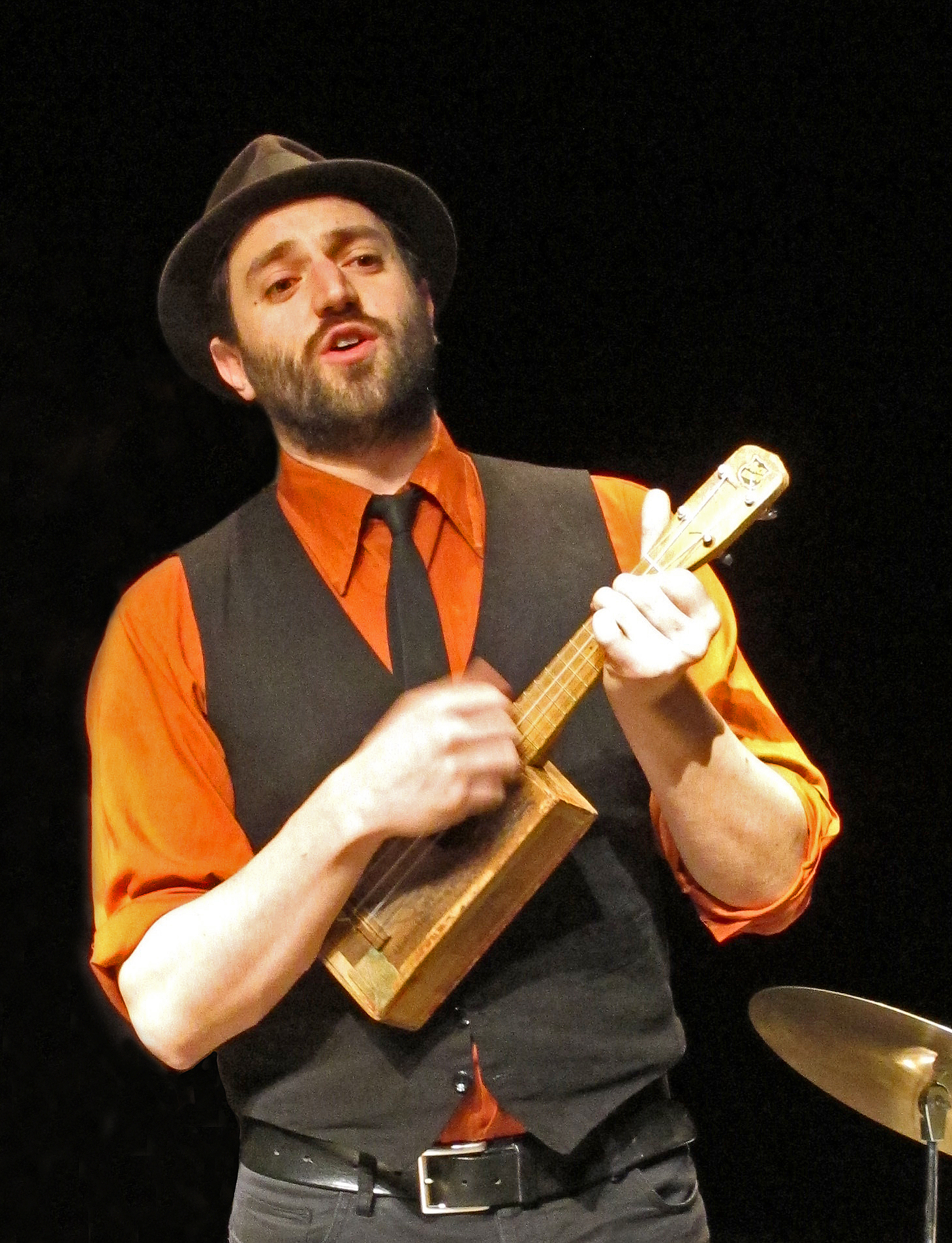
Daniel Kahn in Luxemburg, 2013

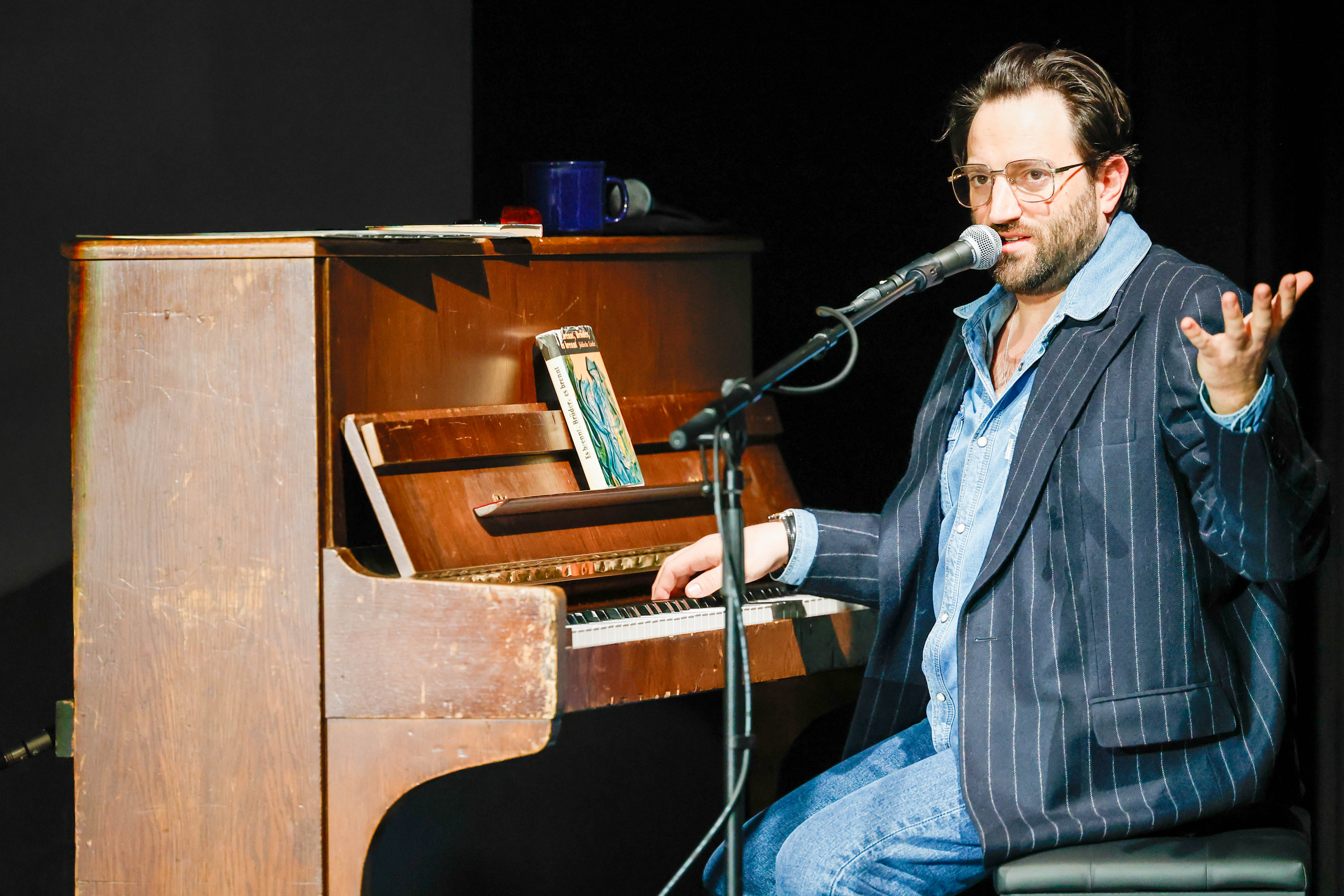
Maxim Gorki Theater, Studio Я (2023)

Daniel Kahn (* 11. September 1978 in Detroit, Michigan, Vereinigte Staaten) ist ein US-amerikanischer Musiker, Schauspieler und Theater-Regisseur. Er lebt seit 2005 in Deutschland, zunächst in Berlin und seit 2021 in Hamburg.

## Leben und Wirken
Kahn wurde in einer jüdisch-amerikanischen Familie in Detroit geboren und von den sozialen Gegensätzen seiner Geburtsstadt geprägt. Er profitierte vor allem von der Musikszene. Schon als Kind begann er, Musik zu machen und spielte mit 15 in einer Rockabilly-Band. Er studierte an der University of Michigan Schauspiel, Regie und Dichtung. Er wurde mehrmals für seine lyrischen Texte mit dem Universitäts-eigenen Hopwood Award ausgezeichnet; mit Daylight Savings erschien ein Lyrikband von ihm. 2001 zog er nach New Orleans, wo er als Musiker und Theater-Regisseur aktiv war. Unter anderem komponierte er die Musik für eine Aufführung von Bertolt Brechts Mann ist Mann. 2003 erschien sein erstes Musikalbum, River Mouth. Nach einem Aufenthalt in New York siedelte er 2005 nach Berlin um. Dort schloss er sich zunächst Rotfront an, gründete aber bald mit The Painted Bird seine eigene Band, benannt nach dem berühmten und kontroversen Roman Der bemalte Vogel von Jerzy Kosiński. Mit ihr nahm er seit 2005 fünf Alben auf (Stand 2021). Seit 2021 lebt er in Hamburg-Harburg auf einem Wohnschiff.
Er arbeitet eng mit dem Berliner Maxim-Gorki-Theater zusammen, für das er ein Stück schrieb (Dschingis Cohn) und für mehrere die Musik komponierte. Auch tritt er dort als Schauspieler auf. 2016 gründete er das Festival Shtetl Neukölln in der Werkstatt der Kulturen mit. Er ist auch Mitgründer des Klezmer Bund, einer losen Vereinigung von jüdischen Musikern.
Seine ersten vier bei Earthwork Music erschienenen Alben sind eher den Genres Folk und Singer-Songwriter zuzuordnen. Die nach seinem Umzug nach Deutschland entstandene Musik, vor allem die Alben seiner Band The Painted Bird, ist eine eklektische Mischung aus Klezmer, Punk, Folk und Singer-Songwriter. Sie wird von Kahn selbst als „Verfremdungsklezmer“ bezeichnet. Einige Liedtexte sind von Kahn geschrieben, viele sind jedoch Adaptationen von Gedichten und Liedern jüdischer Autoren (z. B. Mordechaj Gebirtig), oft mit sozial-politischer Thematik. Auch singt Kahn Lieder von Franz Josef Degenhardt (Die alten Lieder), Heinrich Heine (Die alten bösen Lieder), Bertolt Brecht (Judenhure Marie Sanders und Denn wovon lebt der Mensch?) und Kurt Tucholsky (Rosen auf den Weg gestreut) sowie eine Jiddisch-Version des Klassikers Lili Marleen. 2016 übersetzte er Leonard Cohens Hallelujah ins Jiddische, das er seitdem gelegentlich bei Konzerten singt und das 2021 auf Word Beggar veröffentlicht wurde. Das Lied wird im Film Wolkenbruchs wunderliche Reise in die Arme einer Schickse verwendet. 2019 erschien ein gemeinsames Album mit Vanya Zhuk, auf dem Kahn auf Englisch nachgedichtete Versionen von Liedern von Bulat Okudschawa singt (Bulat Blues). 2021 erschien Kahns erstes Solo-Album Word Beggar mit Liedern und Texten von Georges Brassens, Kadya Molodowsky, Mordechaj Gebirtig, Kurt Tucholsky, Beyle Schaechter-Gottesman, Aaron Zeitlin, Leonard Cohen und Bob Dylan.
Kahn singt auf Englisch, Jiddisch, Deutsch und Russisch, häufig mehrere Sprachen in einem Lied vermischend. Seine Texte sind betont politisch und sozialkritisch. Er spielt Gitarre, Klavier, Akkordeon, Mundharmonika, Glockenspiel und Ukulele. Zu seinen künstlerischen Vorbildern gehören die Protagonisten des Klezmer-Revivals Michael Alpert und Adrienne Cooper sowie Bertolt Brecht.
2009 erschien ein Text von Kahn in dem Sammelband Dissonant Memories – Fragmented Present: Exchanging Young Discourses between Israel and Germany.
2011 wurde das Album Lost Causes von Daniel Kahn & The Painted Bird mit dem Jahrespreis der Deutschen Schallplattenkritik ausgezeichnet.
Kahn lernte Jiddisch erst nach seiner Ankunft in Berlin. Er ist trotz seiner intensiven Beschäftigung mit der jüdischen Kultur nicht religiös.
2020 trat er in einer Nebenrolle als Sänger (Badchan) bei einer jüdischen Hochzeit in der Netflix-Miniserie Unorthodox auf.

## Politische Positionen
Kahn war bereits in seiner Jugend in Kontakt mit Arbeiterbewegung und anti-rassistischer Bewegung in Detroit. Als er in der High School das erste Mal Israel besuchte, war er „ziemlich organisch desillusioniert, tatsächlich ohne Einfluss durch irgendeine Art öffentlicher zionismuskritischer/post-zionistischer/anti-zionistischer jüdischer Perspektive oder durch allgemeine linke Kritiken am Zionismus.“ Als Musiker hat er auf mehreren Veranstaltungen bundistischer Organisationen gespielt, unter anderem in Tel Aviv.
Er ist kritisch gegenüber der Aufarbeitung der NS-Vergangenheit in Deutschland. 2009 meinte er in einem Interview: „Ich wundere mich über die deutsche Diskussion. Sie scheitert daran, dass sie untereinander und nicht im Dialog mit anderen geführt wird. Die Abwesenheit des Jüdischen ist hier immer noch ein sehr großes Problem.“

## Diskografische Hinweise
- River Mouth (als Dan Kahn; 2003, Earthwork Music)
- Pegboard Blues (als Dan Kahn; 2004, Earthwork Music)
- Pireus (als Dan Kahn; 2005, Earthwork Music)
- Uprooted Oak (2005, Earthwork Music)
- The Unternationale: The First Unternationalist (mit Psoy Korolenko, Oy Division; 2008, Auris Media)
- Bulat Blues (mit Vanya Zhuk; 2019, Oriente Musik)
- The Unternationale: The Third Unternational (mit Psoy Korolenko; 2020, Auris Media)
- The Unternationale: The Fourth Unternational (mit Psoy Korolenko; 2020, Auris Media)
- Word Beggar (2021, Oriente Musik)
- The Building & Other Songs (mit Jake Shulman-Ment; 2023, Oriente Musik)

### Mit The Disorientalists
- Who Was Essad Bey? (2016, Oriente Musik)

### Mit The Painted Bird
- The Broken Tongue (2006, Chamsa Records/Earthwork Music; 2009, Oriente Musik)
- Partisans & Parasites (2009, Oriente Musik)
- Lost Causes (2011, Oriente Musik)
- Bad Old Songs (2013, Oriente Musik)
- The Butcher’s Share (2017, Oriente Musik)